# Missionsföreståndare
Missionsföreståndare är titeln på den högst uppsatte tjänstemannen i många svenska folkrörelsekyrkor och missionsorganisationer.
Samfund och organisationer med missionsföreståndare:
- Adventistsamfundet i Sverige
- Evangelisk Luthersk Mission - Bibeltrogna Vänner
- Evangeliska Fosterlands-Stiftelsen
- Svenska Alliansmissionen
- Svenska Baptistsamfundet
- Svenska Missionskyrkan
- Ljus i öster

I Evangeliska Frikyrkan kallas motsvarande befattningshavare missionsdirektor.